# HMS Thunderer (1783)
La HMS Thunderer, terza nave da guerra della Royal Navy britannica a portare questo nome,  è stata un vascello di terza classe da 74 cannoni appartenente alla classe Culloden. Costruita nei cantieri Wells di Rotherhithe, venne varata il 13 novembre 1783 . Dopo il completamento rimase in bacino di carenaggio per quasi un decennio fino al 1793, anno in cui entrò ufficialmente in servizio.

## Servizio
Nel 1794 combatté nella battaglia del Glorioso primo giugno agli ordini del Capitano Albemarle Bertie, venendo poi trasferita nelle Indie occidentali, dove rimase dal 1796 al 1801 agli ordini di diversi capitani. Nel 1799 trasse in salvo i naufraghi della HMS Fox al largo della baia di Apalachicola, in Florida, portandoli in salvo a Port Royal in Giamaica il 1º dicembre.
Tornata in servizio nel 1803, partecipò due anni dopo, agli ordini dell'Ammiraglio Robert Calder, alla battaglia di Capo Finisterre. Il suo capitano, William Lechmore, tornò in patria subito dopo il combattimento per presenziare come testimone a una Corte marziale, riguardante alla battaglia stessa.
Pochi mesi dopo prese parte anche alla battaglia di Trafalgar, al comando del First Lieutenant John Stockham. Il chirurgo di bordo, James Marr Brydone, fu il primo ad avvistare la flotta francese, la cui presenza venne subito segnalata alla Victory, ammiraglia della flotta, dalla quale partirono gli ordini che diedero il via allo scontro.
Nel 1807 la Thunderer servì nell'Operazione Dardanelli, come parte dello squadrone agli ordini dell'Ammiraglio John Thomas Duckworth, rimanendo gravemente danneggiata durante il ripiegamento della flotta dalla zona. Nonostante ciò fu presente anche alla spedizione di Alessandria dello stesso anno, tornando a Malta per riparazioni nel mese di marzo. I lavori e l'imbarco di provviste si protrassero per trenta giorni.
Venne radiata nel novembre 1808 e demolita nel marzo 1814 .